# City of Leeds
City of Leeds is een Engels district met de officiële titel van city, in het stedelijk graafschap (metropolitan county) West Yorkshire. Hoofdplaats is Leeds.

## Plaatsen in district City of Leeds
- Leeds
- Rothwell
- Yeadon

## Civil parishesin district Leeds
Aberford, Allerton Bywater, Alwoodley, Arthington, Austhorpe, Bardsey cum Rigton, Barwick in Elmet and Scholes, Boston Spa, Bramham cum Oglethorpe, Bramhope, Carlton, Clifford, Collingham, Drighlington, East Keswick, Gildersome, Great and Little Preston, Harewood, Horsforth, Kippax, Ledsham, Ledston, Lotherton cum Aberford, Micklefield, Morley, Otley, Parlington, Pool, Rawdon, Scarcroft, Shadwell, Sturton Grange, Swillington, Thorner, Thorp Arch, Walton, Wetherby, Wothersome.